# Trận Lorraine
Trận Lorraine là một trận đánh diễn ra vào tháng 8 năm 1914 giữa Đệ tam Cộng hòa Pháp và Đế chế Đức trong cuộc Chiến tranh thế giới lần thứ nhất. Trận này diễn ra theo Kế hoạch XVII, theo đó quân Pháp sẽ phát động Tổng tấn công qua Lorraine và Alsace, và tràn vào chính quốc Đức. Quân Đức dưới sự chỉ huy của Thái tử Rupprecht xứ Bayern đã đánh bật cuộc tấn công này. Trước hỏa lực mạnh mẽ của quân Đức, quân Pháp gần như là bị tận diệt. Được xem là một tướng lĩnh tài ba, vị Thái tử xứ Bayern đã phát động phản công sau thắng lợi ở Lorraine.

## Cuộc Tổng tấn công của quân Pháp
Chiến dịch tấn công của quân Pháp ở hướng Tây, gọi là Trận Lorraine, được phát động vào ngày 14 tháng 8 năm 1918. Tập đoàn quân thứ nhất của Tướng Auguste Dubail tiến qua Sarrebourg, trong khi Tập đoàn quân thứ hai của Tướng de Castelnau thẳng tiến về Morhange. Vào ngày 17 tháng 8 năm ấy, Quân đoàn thứ XX của Tướng Foch chiếm được lâu đài Salins gần Morhange, trong khi Sarrebourg bị chiếm đóng vào ngày 18 tháng 8. Tuy nhiên, sau bốn ngày triệt binh để dụ quân Pháp vào lãnh thổ nước Đức, Tập đoàn quân thứ sáu và thứ bảy của Đức dưới quyền tổng chỉ huy của Konrad Krafft von Dellmensingen đã ổ chức phản công; Thái tử Rupprecht mang trọng trách chỉ đạo một đội trung quân Đức chạm trán với cuộc công kích của quân Pháp cho đến khi đội hữu binh Đức vây bọc địch. Đội Hậu vệ Đức, được trang bị súng máy, đã gây thiệt hại nặng nề cho quân Bộ binh Pháp - vốn hãy còn mặc quân phục cũ của họ hồi thế kỷ thứ XIX (áo xanh, quần đỏ). Quân Pháp hầu như là bị tận diệt dưới hỏa lực ác liệt của quân Đức.